# مقاطعة باركيول

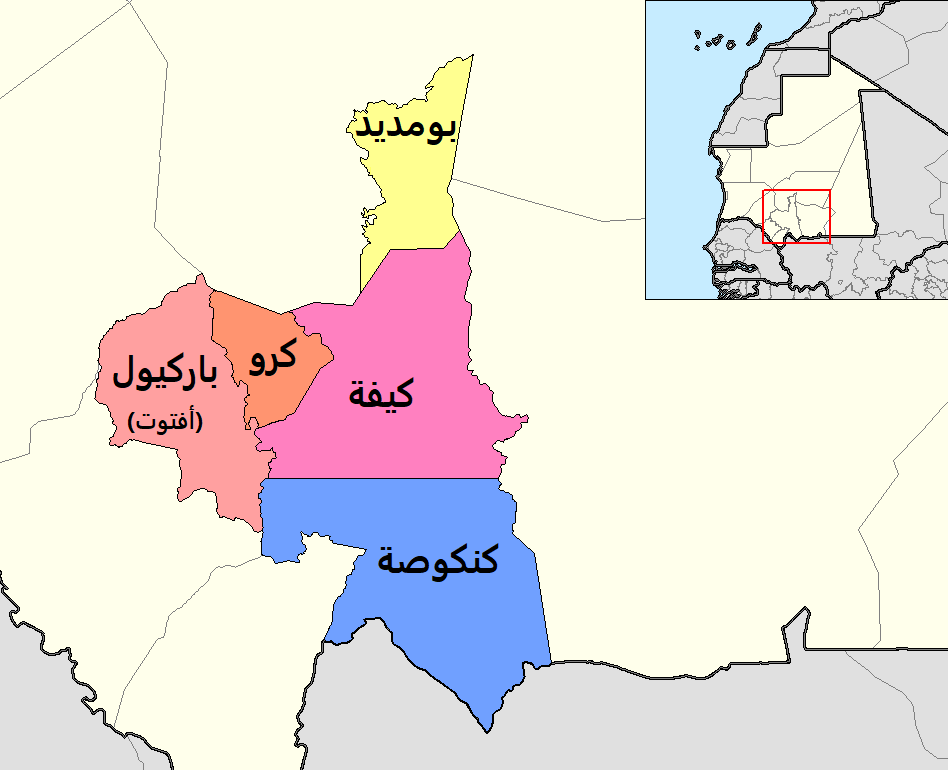
مقاطعات لعصابة : مقاطعة باركيول (آفتوت) إلى الغرب

مقاطعة باركيول (تسمى أيضًا آفتوت) هي إحدى المقاطعات الخمسة في ولاية العصابة في موريتانيا.

## قائمة البلديات في المقاطعة
تتكون مقاطعة باركيول من ثماني بلديات :
- باركيول
- بولحراث
- دغفك
- الغبرة
- كلير
- لبحير
- لعويسي
- إرظيظيع

## السكان
في عام 2000 ، كان مجموع سكان مقاطعة باركيول 62،238 نسمة (29،538 رجلاً و 32،700 امرأة).